# La rose la plus rouge s'épanouit
La rose la plus rouge s'épanouit (Den rödaste rosen slår ut dans sa version originale en suédois) est une bande dessinée, écrite par Liv Strömquist et publiée par Ordfront förlag en 2019. Traduite en français par Kirsi Kinnuen, elle sera publiée par la maison d'édition Rackham le 4 octobre 2019. Aussi considéré comme un essai philosophique ou encore un album, ce livre s'intéresse aux relations amoureuses et, plus particulièrement, au sentiment amoureux.

## Résumé
Partant de l'exemple de Leonardo DiCaprio et ses multiples conquêtes toujours plus jeunes, La rose la plus rouge s'épanouit est une bande dessinée qui explore les stéréotypes de genre et les normes sociales qui entourent le sentiment amoureux.
Tout au long, la bande dessinée se nourrit d'exemples historiques et contemporains, pour déconstruire les idées reçues sur l'amour. Elle aborde également des thèmes tels que la misogynie, l'homophobie et la transphobie.
Divisée en plusieurs chapitres, chacun explorant un sujet différent, les thèmes abordés comprennent les mythes romantiques, l'objectification sexuelle, les stéréotypes de genre dans les médias et la société, les pressions sociales autour du mariage et de la parentalité, ainsi que la façon dont les normes sociales peuvent affecter la façon dont les gens expriment leur sexualité.

## Structure du livre
Le livre est organisé en différents chapitres. 

### Premier chapitre: Les 5 théories
Dans le premier chapitre, l'autrice expose 5 théories qui expliquent le fait que le sentiment amoureux est de plus en plus rare à notre époque. Ces dernières sont :  
1. La disparition de “l'autre”: l'autrice déclare que le narcissisme de notre époque a profondément changé notre vision de l'amour.
2. Le boom du choix rationnel : on considèrerait les autres comme un produit qui doit correspondre à nos attentes. C'est le résultat du capitalisme.
3. La nouvelle figure de l’homme accompli :  avant c'était les hommes qui prenaient les devants dans la relation et faisaient des déclarations aux femmes. Ils prenaient des décisions et avaient un rôle plus engagé et démonstratif, tandis que les femmes étaient plus discrètes et pudiques sur leurs sentiments : ce qui leur permettait de gérer la situation, d'avoir une sorte de supériorité qu'elle n'avait nulle part ailleurs. Or, cela s'est inversé et maintenant ce sont les hommes qui mettent une distance émotionnelle et donnent l'impression de n'être jamais satisfait.
4. Le désenchantement du monde : avant l'état amoureux était associé à quelque chose de mystique, au destin, etc. Maintenant, dans notre époque moderne, on cherche à tout rationaliser et expliquer, par conséquent le sentiment amoureux est lui aussi sur analysé.
5. Être super nul face à la mort : dans ce chapitre, un parallèle entre l'amour et la mort est démontré, c'est une forme de conclusion. Notre époque est encrée dans le capitalisme, engendrant la peur de la mort, la fin et la conclusion. Elle cherche désespérément à l'éviter et on se perd parce qu'on n'en voit pas la fin.

### Deuxième chapitre: Un autre toi en une minute
Ce deuxième chapitre expose la conception de l'amour et plus généralement du sentiment amoureux à travers les âges. La société actuelle peut remplacer les gens facilement. Il y a 4 principes à cette doctrine : 
1. « C'est toi qui décide ».
2. « C'est par ton comportement que l'amour peut être libre de toutes souffrances » : il s'agit d'arrêter de souffrir à cause de l'amour.
3. « Mon moi est infiniment important ».
4. « L'amour doit être équitable, il faut dans l'amour une réciprocité qui fasse que les deux parties s'aiment l'une autant que l'autre ». Une problématique est posée : est-ce que cette manière de penser nous fait rencontrer le véritable amour ?

### Troisième et dernier chapitre: Le visage de Thésée
Ce dernier chapitre explique, avec l'exemple de Thésée, comment l'amour peut prendre fin, comment quelqu'un arrive à ne plus aimer celui qu'il aimait éperdument avant.

## Adaptations
La rose la plus rouge s'épanouit a été adaptée plusieurs fois au théâtre, d'abord en Suède, puis, petit à petit dans d'autres pays à travers le monde. 

### Adaptations théâtrales en version originale (suédois)
Les premières reprises théâtrales ont eu lieu dans sa langue originale, dans des salles puis diffusées sur des chaines télévisées suédoises. La première représentation a lieu en 2020, à la suite du spectacle de Liv Strömquist Thinks of you!, une comédie qui avait été jouée pour la première fois en 2014. La pièce a ensuite été jouée no 182
fois, devant des salles combles ; puis a été diffusée sur des sites et chaines télévisées. Comme sur le site www.dramaten.se, le 11 novembre 2020 ou l'on peut retrouver une critique théâtrale sur kulturbloggen.com, le 13 septembre 2020.

### Adaptations théâtrales en version française
En France, il y aussi des reprises théâtrales de La rose la plus rouge s'épanouit qui ont eu lieu comme au festival d'Avignon en juillet 2022, à Darvoy (Loiret) en juin 2021, ou encore dans la forêt de Rambouillet en août 2022.